# Batalla de Kamdesh
La Batalla de Kamdesh tuvo lugar durante la Guerra de Afganistán. Ocurrió el 3 de octubre de 2009 cuando una fuerza de en torno a 300 combatientes talibán asaltaron el puesto avanzado de combate Keating, cerca del pueblo de Kamdesh de la provincia de Nuristán, al este de Afganistán. Este ataque se convirtió en la batalla más sangrienta para las fuerzas estadounidenses desde la Batalla de Wanat de julio de 2008 (que ocurrió a 32 km de Kamdish), en este caso con ocho soldados estadounidenses muertos y otros 22 heridos.
Como resultado de la batalla, el puesto avanzado de combate Keating quedó destruido casi al completo. El puesto de observación Fritsche, fue atacado simultáneamente, limitando el apoyo disponible desde esa posición. Las tropas de Estados Unidos se retiraron del puesto avanzado de combate Keating, poco después de terminar la batalla. No obstante, la retirada ya se había previsto algún tiempo antes de que comenzara la batalla, como parte del esfuerzo del comandante en jefe de las operaciones en Afganistán, el general Stanley McChrystal, para retirar los puestos avanzados remotos y consolidar las tropas en áreas más pobladas, para proteger mejor a los civiles afganos. Los estadounidenses "...declararon cerrado el puesto y se marcharon tan rápido que no se llevaron todas las municiones almacenadas. El almacén del puesto avanzado de combate, rápidamente fue saqueado por los insurgentes talibanes, y el puesto fue  bombardeado por los aviones estadounidenses, en un esfuerzo por destruir las municiones que ellos mismos habían dejado atrás.